# Specnia wirrega
Specnia wirrega är en insektsart som beskrevs av Otte, D. och R.D. Alexander 1983. Specnia wirrega ingår i släktet Specnia och familjen syrsor. Inga underarter finns listade i Catalogue of Life.